# Monumento San Martín Pajapan 1

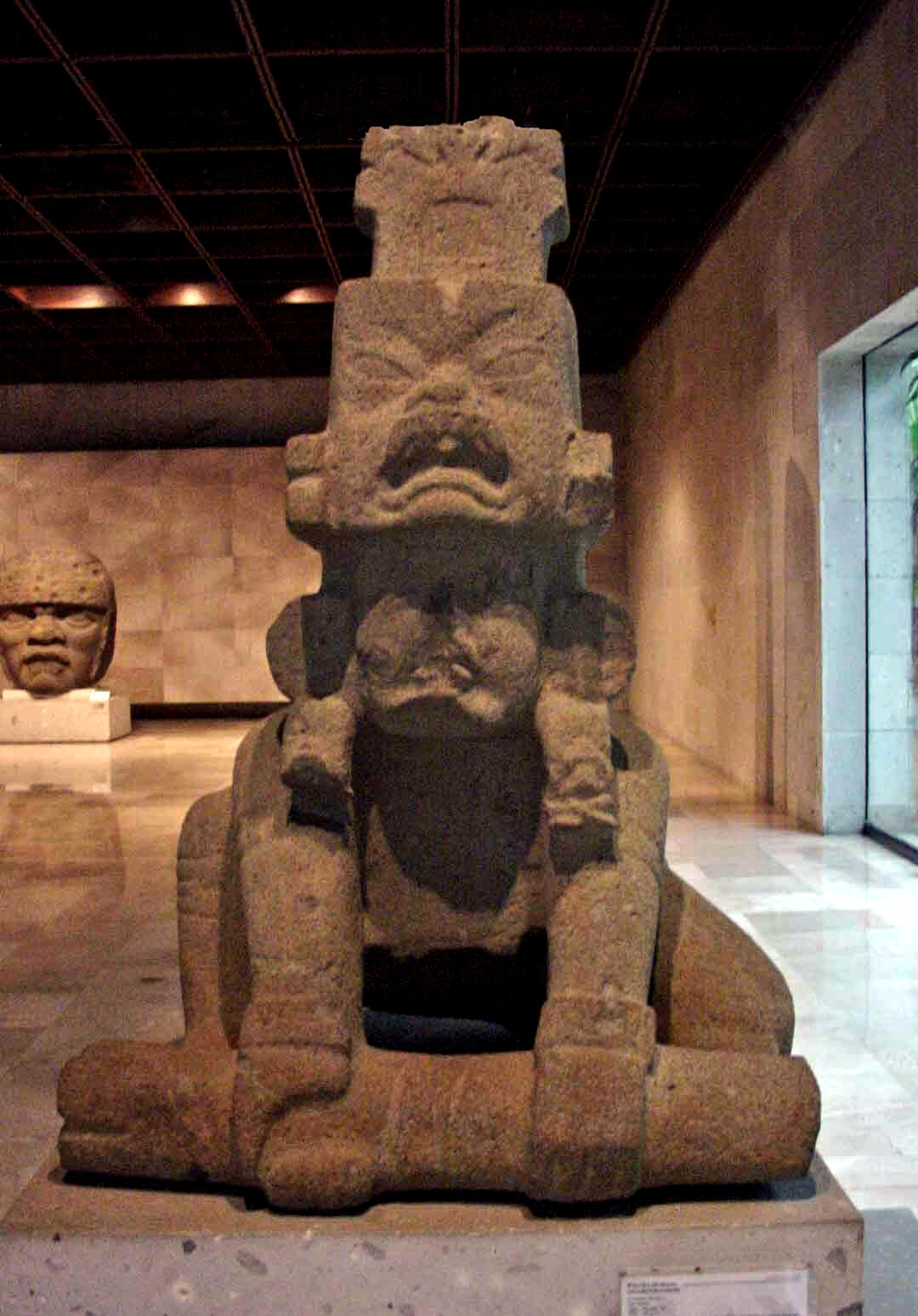
No todo el arte monumental olmeca estuvo asociado con ciudades o pueblos - el monumento San Martín 1 se encontró en la cumbre de un volcán inactivo.

Monumento San Martín Pajapan 1 es una escultura grande de basalto olmeca encontrada en la cumbre del volcán San Martin, en la Sierra de los Tuxtlas del estado mexicano de Veracruz. Es notable por su ubicación e iconografía olmeca.

## Descripción
Probablemente realizada durante el periodo Formativo Temprano, antes de 1000 a. C., la estatua de 1,40 m  muestra la figura de un joven señor agazapado, en el acto de levantar una gran barra ceremonial, con ambas manos. Esta pose, casi idéntica a la de los "gemelos" en El Azuzul, está pensada para representar a un gobernante o chamán (o ambos) mostrado en el acto ritual de levantar el axis mundi o Árbol eje del Mundo de la cosmogonía precolombina, acto que establece simbólicamente el centro del mundo y conecta el plano terrenal con los mundos superior e inferior.
La cara redondeada es prototípicamente olmeca, con "ningún intento de representar individualidad".
El joven señor lleva además de elaboradas orejeras, un gran tocado cuadrado, el frente del cual está cubierto con lo que aparenta una máscara. La máscara muestra la cabeza hendida, los ojos almendrados, y la boca rugiente del niño-jaguar, destacada figura mitológica olmeca, implicando que el humano se había convertido, o actuaba bajo la autoridad y/o la protección de lo sobrenatural.
Unos penachos caen por detrás del tocado. De su parte superior, brota una cresta vegetal – quizás maíz. Esto identifica la máscara jaguar con el dios de la lluvia olmeca, y la iconografía y la ubicación de la estatua reflejan la antiquísima y generalizada creencia mesoamericana precolombina de que las cumbres montañosas eran la morada de los dioses de la lluvia.

## Descubrimiento arqueológico

La ubicación original del Monumento San Martin Pajapan 1 en el contexto del núcleo olmeca. Los puntos amarillos representan sitios antiguos de habitación, mientras los puntos rojos representan un artefacto aislado encontrado sin asociar a ningún pueblo o aldea antiguos.

La escultura fue identificada por el topógrafo Ismael Loya en 1897 y redescubierta por Frans Blom y Oliver La Farge en su expedición de 1925.  Localizada sobre una plataforma o "nivel" de sillería entre las dos cumbres más altas del borde del cráter del volcán, la estatua estaba rodeada de vasijas de ofrendas rotas, ofrendas de jade, y numerosos otros objetos, datados desde la antigüedad hasta inicios del siglo XX, indicando que había sido un objeto de veneración local durante milenios. Estas ofrendas y la estatua sirvieron para identificar la cumbre de San Martin Pajapan como un lugar sagrado.
A pesar de que está bien conservada, la cara había sido particularmente arrasada, quizás intencionadamente. La estatua resultó dañada en 1897, cuando Loya rompió parte de los brazos intentando moverla. La estatua, excepto el rostro, ha sido restaurada en gran parte.
En 1929, Marshall Seville, del Museo del indio americano en Nueva York, asoció la estatua con otros artefactos no atribuidos en otras colecciones, basándose en semejanzas estilísticas y una iconografía común. Como era poco probable que la estatua hubiera sido movida de su sitio original, Seville propuso que este "estilo" artístico olmeca (como él lo mencionó) se originó en el sur de Veracruz.
El monumento se mantiene en exhibición en el Museo de Antropología de Xalapa en Veracruz.